# 瑪麗斯蘭鎮區 (明尼蘇達州斯威夫特縣)
瑪麗斯蘭鎮區（英語：Marysland Township）是位於美國明尼蘇達州斯威夫特縣的一個行政鎮區。

## 地方資料
瑪麗斯蘭鎮區的面積為91.13平方千米，當中陸地面積為91.10平方千米，而水域面積為0.03平方千米。根據2020年美國人口普查的數據，當地共有人口96人，而人口密度為每平方千米1.05人。